# Аллан, Меа
Меа Аллан (имя и фамилия при рождении — Мэри Элеонора Аллан (англ. Mary Eleanor Allan; 23 июня 1909 — 29 августа 1982) — шотландская журналистка, военный корреспондент, писательница-фантаст.

## Биография
Получила образование в Park School в Глазго и Центральной школе сценической речи и драматического искусства.
Работала в газете Glasgow Herald. После начала Второй мировой войны стала первой женщиной военным корреспондентом, аккредитованной штабом британских вооружённых сил и первым редактором женских новостей на Флит-стрит.
Автор нескольких книг, в том числе в жанре фантастики. Один из её романов «Change of Heart» («Смена сердца»), написанный в 1943 году, относится к жанру альтернативной истории, в которой союзники выигрывают Вторую мировую войну, но им угрожает возрождающийся нацизм.
BBC Radio 14 июня 1999 года сделала трансляцию радиопьесы «Смена сердца» (автор сценария и режиссёр Фелисити Гудолл), в которой исследуется жизнь и произведения Меа Аллен. Это была одна из серии трёх радиопьес, посвящённых новаторам женщинам-журналистам в Англии.

## Избранные произведения
- Change of Heart (London, 1943)
- The Tradescants. Their Plants, Gardens and Museum 1570—1662, London 1964.
- The Hookers of Kew 1785—1911 London 1967.
- Allan, Mea (1973). E. A. Bowles & his garden at Myddelton House [1865-1954]. London. ISBN 978-0571103065.